# 自分の発明で死亡した発明家の一覧
自分の発明で死亡した発明家の一覧（じぶんのはつめいでしぼうしたはつめいかのいちらん）は、自分自身で発明もしくは計画した物、過程、行為、あるいは他の新しい手段によって自らの死が引き起こされた発明家の一覧である。

## 直接的な死亡

### 自動車
ウィリアム・ネルソン（1879年頃 - 1903年）
ゼネラル・エレクトリックの従業員だった彼は、新しい原動機付自転車の仕組みを考案した。試作品のバイクを試験走行していた際に転げ落ち即死。24歳だった。
フランソワ・ギッシー（François Gissy、1982年2月 - 2018年5月）
時速400kmになる予定のジェットエンジン搭載の三輪車のテスト時に、時速300kmあたりで投げ飛ばされ死亡。2014年11月7日、フランス南部・マルセイユ近郊のル・キャステレ村にあるポール・リカール・サーキットで、過酸化水素燃料を用いたロケットエンジン搭載の自転車「Kamikaze V」で時速333km(時速207マイル)の最速記録を樹立し有名になった。

### 航空
イスマーイール・ブン・ハンマード・ジャウハリー（生年不詳 - 1003-1010年頃死亡）
アラビア語の辞書を編纂したことで知られるファーラーブ出身の学者。ヤークートなどに、11世紀初頭にニーシャープールにあるモスクの屋根から板と縄で作った翼で飛行を試み、墜落して死亡したという話が記載されている:113-114。
オットー・リリエンタール（1848年 - 1896年）
自らの発明したハンググライダーが墜落し、翌日死亡。
フランツ・ライヒェルト（1879年 - 1912年）
仕立て屋だった彼は、自らが発明した外套パラシュートをエッフェル塔の第1デッキにて実験し死亡。これが彼の行った最初のパラシュート実験だった。当局には前もって、最初にマネキン人形で実験すると届け出ていた。
アウレル・ヴライク（1882年 - 1913年）
自らの発明した組立式飛行機・ヴライク IIに乗りカルパティア山脈を飛行して横切ろうと試みた際に墜落死。
ヘンリー・スモリンスキー（1973年死亡）
AVEミザールを映画「007 黄金銃を持つ男」に採用するためのテスト飛行の際に死亡。これは、フォード・ピントを基にした空飛ぶ自動車であり、彼が興した会社が発明した唯一の商品だった。
鈴木嘉和（1940年 - 1992年11月消息不明）
通称風船おじさん。ヘリウム風船のゴンドラ「ファンタジー号」で日本からアメリカ大陸へ飛行中、消息不明になり死亡したものと思われる。
パトリック・ド・ガヤルドン（1998年死亡）
前述のライフェルトの事故から70年余り経過した1990年代中旬に、自ら高所から飛び降りてそのまま滑空できるジャンプスーツを発明したものの、ハワイでの試験飛行中に事故死した（38歳没）。
マイケル・ロバート・ダクレ（2009年死亡）
空飛ぶタクシー機の試験飛行中に死亡。近くの都市への早く、手頃な値段での旅行の実現を目指していた。

### 工業
ウィリアム・ブロック（1813年 - 1867年）
輪転印刷機を発明。発明から数年後、フィラデルフィアにて新しい機械を導入している最中に足が挟まれてしまう。足に壊疽を起こし、切断手術の最中に死亡。

### 海洋

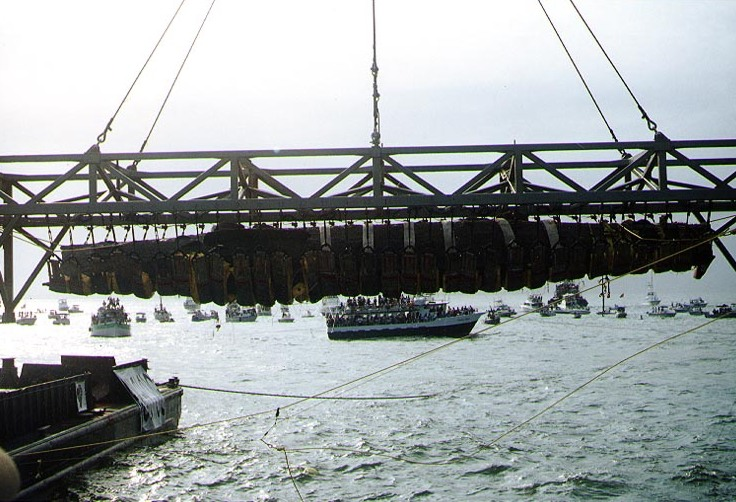
引き揚げられたH・L・ハンリー

ホレス・ローソン・ハンリー（1823年6月20日 - 1863年10月15日）
アメリカ南北戦争時に南部連合を支持した造船技師であり、初の戦闘用潜水艦H・L・ハンリーを開発した。2回も沈没を起こした後、潜水艦の所定の訓練中はハンリーが指揮を取った。潜水艦は再浮上に失敗し、ハンリーのほか7名の乗員が溺死した。40歳没。なお船にH・L・ハンリーと名がついたのは翌年の1864年のことである。
ストックトン・ラッシュ （1962年3月31日 - 2023年6月18日）
61歳没。詳細は、潜水艇タイタン沈没事故を参照。

### 医学
トマス・ミジリー（1889年 - 1944年）
アメリカの化学者。ミジリーは、のちに人体に有害なことが判明し、地球環境にも悪影響をもたらすことになるテトラエチル鉛を添加したガソリン（ハイオク有鉛ガソリン、TEL）やフロン類(CFCs)を開発したことにより著名な人物である。51歳の時にポリオを発症し、身体に障害が残った。介護者が自分をベッドから下ろす負担を軽減するために、紐と滑車を使った複雑な装置を発明しベッドに備え付けた。しかし55歳の時、この装置に使われている紐が頸に絡まり窒息死した。自殺という説もある。

### 物理
マリ・キュリー（1867年 - 1934年）
「キューリー夫人」として知られ、放射線の研究で、ノーベル物理学賞およびノーベル化学賞を受賞した。放射性元素であるラジウムとポロニウムを夫ピエールと共同発見し、その後にラジウムを分離する方法を開発する。彼女は研究試料からの放射線を長期間にわたって被曝したことで再生不良性貧血となり、これが原因で死去したと言われた。近年、医療用のエックス線の過剰被ばく（第一次大戦等で戦傷者の撮影に従事）によるとの説が有力視されている。いずれにせよ当時は、放射線の危険性はまだよく理解されていなかった。

### ロケット工学

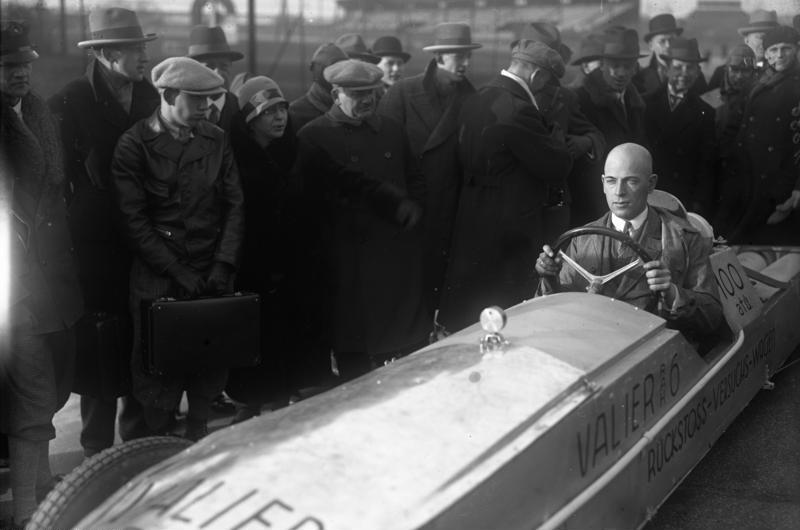
ロケット推進自動車に乗るヴァリエ

マックス・ヴァリエ（1895年 - 1930年5月17日）
1920年代のドイツのロケット愛好家団体宇宙旅行協会のメンバーであった彼は、液体燃料ロケットのエンジンを開発した。1930年5月17日、ベルリンの試験台にてアルコール燃料エンジンが爆発を起こし、彼は即死した。
マイク・ヒューズ（1956年 - 2020年2月22日）
蒸気ロケットの発射直後にパラシュートが誤って開き外れ、そのまま砂漠に墜落。64歳没。

### 鉄道
ヴァレリアン・アバコフスキー（1895年 - 1921年）
アエロワゴンを開発。これは航空用エンジンとプロペラによる牽引機構を取り付けた実験的な高速レールカーであり、ソビエト連邦の公務員を輸送することが想定されていた。1921年7月24日、フョードル・セルゲーエフ率いるグループは試験のためアエロワゴンでモスクワからトゥーラの鉱山へと移動し、アバコフスキーも同行。一同は無事にトゥーラへ到着したが、モスクワへの帰路、速度が速すぎて脱線。アバコフスキーを含む7人が死亡。アバコフスキーは25歳だった。

### 法制
商鞅（紀元前390年 - 紀元前338年）
古代中国戦国時代の戦国七雄のひとつ秦に仕えた政治家・思想家。後世「商鞅の変法」と呼ばれる政治・行政・法制・軍事の改革で秦を中国随一の強国に育てあげた。しかし、その強権的な政治手法で多くの人の恨みを買い、自分を信任していた秦の君主孝公が死ぬと、たちまち権力を失い生命を狙われて亡命を余儀なくされた。逃亡中、宿屋に宿泊しようとしたところ「商鞅が制定した新しい法律の規定で通行手形を持たないものは泊めてはいけないことになっている」と拒絶された。商鞅は自らの政策がいかに苛酷なものであったかあらためて気づき大いに嘆いたという。その後商鞅はかろうじて国外に出ることはできたが受け入れ国を見つけることができず、秦に戻り自分の所領で叛乱を起こしたが失敗し戦死した。遺体はバラバラに解体されて見世物にされた。
第4代モートン伯爵ジェイムズ・ダグラス（1516年頃 - 1581年）
スコットランド王の摂政として、1570年代ごろに、斬首刑をおこなう器具「スコッチ・メイデン」を導入したモートン伯は、1581年にそのスコッチ・メイデンによって処刑された。

## 有名な伝説と関連する話題

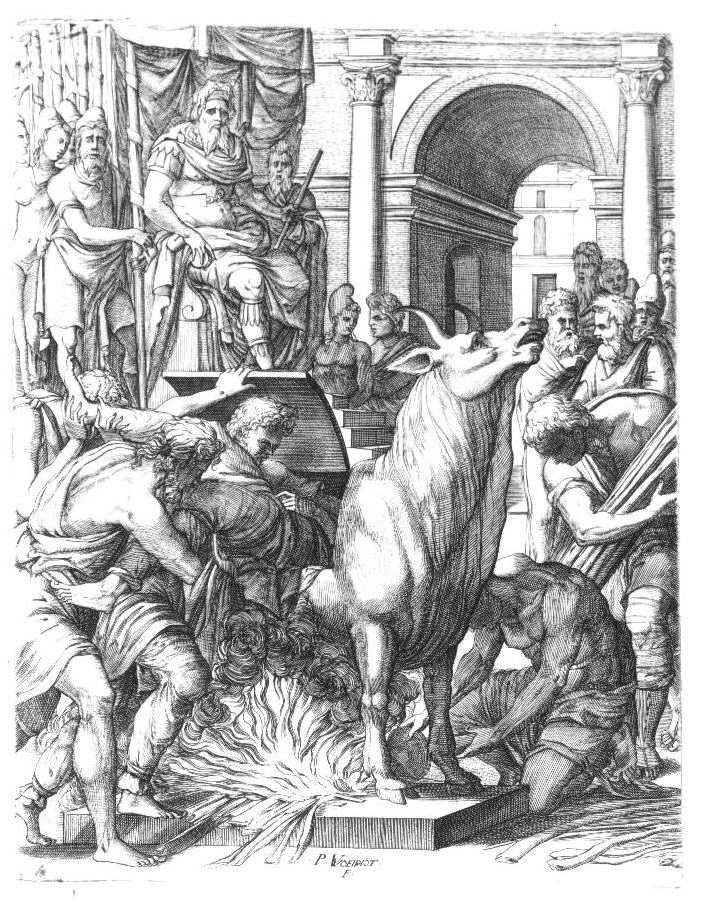
ファラリスの雄牛に押し込められるペリロス

ジョゼフ・ギヨタン（1738年 - 1814年）
斬首刑をおこなう器具「ギロチン」の名の由来となった人物。発明者ではないのだが、エポニムとなった。彼はこの装置で死んだという噂が広まったが、実際は自然死である。上記モートン伯や、同時期にギロチンで処刑された同姓の別人との混同とみられる。
アテナのペリロス（紀元前550年ごろ）
伝説によれば、古代シチリアのアグリジェントの僭主ファラリスは、犯罪者を処刑するための新たな装置として、優秀な鋳物師ペリロスに命じて金属製の容器に死刑囚を閉じ込めて炙り殺すファラリスの雄牛を制作させたが、ファラリスが雄牛の出来映えを試すために選んだ最初の犠牲者はペリロス自身であったという。一方でペリロスは死ぬ前に装置から解放されたという伝承もある。また一説に、ファラリスが僭主の地位を追われ処刑される際にも雄牛が使われたという。
ジミ・ヘゼルデン（1948年 - 2010年）
セグウェイ社のオーナー。セグウェイでの事故で死亡。ちなみに、セグウェイを開発したのはディーン・ケーメンであり、ヘゼルデンはセグウェイの発売後に企業買収でオーナーになっている。
ワン・フー（1500年頃）
16世紀の明の下級官吏と言われているが、実際はアメリカの作家J・エルフレス・ワトキンス（英語版）が1909年にサイエンティフィック・アメリカンに書いた出所不明の記述であって、創作の可能性が非常に高い。47個の花火を取り付けた椅子により、外の宇宙空間へ飛び立とうと試みたと言われる。花火は爆発し、彼とその椅子を再び見た者はいなかったとされる。

## 引用文献
1. ↑  KILLED BY OWN INVENTION; While Trying Motor Bicycle He Had Made, Schenectady Man Meets Death — Article Preview — The New York Times
2. ↑  Video: Swiss daredevil pilots rocket-powered bike to over 200mph | road.cc(2014年) - 2025年3月閲覧
3. ↑  エクストリーム愛好家、自転車で時速４００キロまで加速しようとして死亡【写真】 - 2018年5月7日, Sputnik 日本
4. 1 2  Young, M. J. L. (1990). M. J. L. Young, J. D. Latham and R. B. Serjeant. ed. Religion, learning and science in the 'Abbasid period. The Cambridge History of Arabic Literature. Cambridge University Press. doi:10.2277/0521327636. ISBN 978-0-521-32763-3
5. ↑  Biography of Otto Lilienthal Lilienthal Museum
6. ↑  2003 Personal Accounts Darwin Awards
7. ↑  Great Britain Patent GB191026658
8. ↑  Aurel Vlaicu at www.earlyaviators.com
9. ↑  Morris, Neil (2010). From Fail to Win, Learning from Bad Ideas: Transportation. ISBN 1410939111
10. ↑  British inventor dies in crash on test flight of his flying taxi
11. ↑  United States Patent 61996
12. ↑  United States Patent 100,367
13. 1 2 3  “Inventors killed by their own inventions”.  ディスカバリーチャンネル. 2011年5月28日閲覧。
14. ↑  ビル・ブライソン. A Short History of Nearly Everything（英語版）. (2003) Broadway Books, USA. ISBN 0-385-66004-9
15. ↑  Alan Bellows (2007年12月8日). “The Ethyl-Poisoned Earth”. Damn Interesting
16. ↑  "Milestones, Nov. 13, 1944" タイム, 1944-11-13
17. ↑  American Institute of Physics Biography of Marie Curie
18. ↑  American Institute of Physics Biography of Marie Curie
19. ↑  American Institute of Aeronautics and Astronautics
20. ↑  「地球平面論」を唱えた男、自作ロケットの墜落事故で死亡 | Rolling Stone Japan(ローリングストーン ジャパン）
21. ↑  Alexey Abramov / Алексей Абрамов By the Kremlin Wall / У кремлёвской стены Moscow / М., Politizdat / Политиздат 1978 pp./стр. 399 （ロシア語）
22. ↑  “Dr Guillotin”. Chambers's Edinburgh Journal I:  218-221. (January - June 1844) 2011年5月28日閲覧。.
23. ↑  "Joseph Ignace Guillotin" Who Named It?
24. ↑  Brewer, Ebenezer Cobham (1970). Brewer's Dictionary of Phrase and Fable. Harper & Row
25. ↑  Chisholm, Hugh, ed. (1911). “Guillotine” . Encyclopædia Britannica (英語). Vol. 12 (11th ed.). Cambridge University Press.
26. ↑   “Perillos of the Brazen Bull”. 2010年7月25日閲覧。
27. ↑   “Segway company owner dies in apparent Segway accident”. CNN. (2010年9月27日) 2011年5月29日閲覧。